# Нолле, Николай Михайлович
Николай Михайлович Нолле (18 марта 1862, село Шереховичи Боровичского уезда Новгородской губернии — 18 мая 1908) — российский оперный и камерный певец (баритон), музыкальный педагог.
Окончил военное училище, служил в Сапёрном батальоне в течение шести лет. Затем с 1887 г. учился в Санкт-Петербургской консерватории в классе вокала Станислава Габеля. В начале 1890-х гг. пел в Киевской опере и преподавал в Киевском музыкальном училище. Много выступал как камерный исполнитель (преимущественно с романсами русских композиторов).
С 1893 г. в Санкт-Петербурге, концертировал и давал уроки. Участвовал, в частности, в юбилейном концерте к 60-летию Антона Рубинштейна, исполняя одну из сольных партий в оратории «Вавилонское столпотворение» (дирижировал Пётр Ильич Чайковский, среди исполнителей был также Михаил Михайлов).
В 1898—1900 гг. преподавал в Петербургской консерватории, затем в Певческой капелле. Среди учеников Нолле — Елизавета Азерская, Габриэль Дарнэ, Эмилия Левандовская, Вера Леминская, Борис Мезенцов.